# Rafidine Abdullah
Rafidine Abdullah (Marseille, 1994. január 15. –) francia születésű Comore-szigeteki válogatott labdarúgó, a Stade Lausanne játékosa.

## Pályafutása
Az Olympique Marseille csapatában nevelkedett, majd itt lett profi játékos. 2012. augusztus 9-én az Európa-liga selejtezőjében a török Eskişehirspor elleni visszavágó mérkőzésen lépett először pályára az első keretben. Három nappal később a bajnokságban a Stade de Reims ellen debütált, egy percett töltött a pályán. 2013. szeptember 2-án a Lorient játékosa lett, 4 évre írt alá. 2016. augusztus 3-án a spanyol Cádiz idegenlégiósa lett, 2 évre írt alá. 2018 júliusában ismét országot váltott és a belga Waasland-Beveren csapatának lett a játékosa. 2020. január 29-én a Stade Lausanne csapatához szerződött.

## Válogatott
A francia korosztályos válogatott tagjaként több alkalommal pályára lépett. 2016-ban a Comore-szigetek színeiben debütált felnőttként a válogatottban, a Togó elleni 2–2-s döntetlennel záruló felkészülési mérkőzésen.

## Sikerei, díja
- Marseille
  - Francia ligakupa: 2011–12